# إبراهيم ماخوس
إبراهيم ماخوس (بالإنجليزية: Ibrahim Makhous)‏(و. 1925 – 2013 م) هو طبيب ودبلوماسي من سوريا . ولد في اللاذقية. توفي في الجزائر، عن عمر يناهز 88 عاماً.